# Gurami syjamski
Gurami syjamski (Trichopodus pectoralis) – gatunek ryby z rodziny guramiowatych. Bywa hodowana w akwarium słodkowodnym. Do Europy został przywieziony w roku 1914.

## Występowanie
Występuje w wodach Indochin, w dorzeczu rzeki mekong, Kambodży, Wietnamu oraz Tajlandii. Spotykany na Półwyspie Malajskim (Malezja). Introdukowany w wielu krajach Azji Południowo-Wschodniej i północnej Oceanii.
Żyje na polach ryżowych, w wąskich kanałach, gdzie wysokość lustra wody nie przekracza 80 cm, a temperatura potrafi osiągnąć nawet 37 0C. Spotykany w rozlewiskach spowodowanych wystąpieniem z brzegów rzek w wyniku deszczów monsunowych.

## Opis
Dorosłe osobniki posiadają dość duże płetwy piersiowe. Oko duże. Przez ciało przebiega ciemna pręga składająca się z ciemnych plam i ciągnąca się od oka aż do nasady ogona. Im ryba jest starsza tym pas ten staje się bardziej rozmyty. Płetwa brzuszna nitkowata.
Młode ryby ubarwione są w kolorze stalowym, szaro-niebieskawym. W naturze dorasta do 20 - 25 cm, w akwarium jest mniejszy, do 17 cm. Mogą pobierać i oddychać powietrzem atmosferycznym, jak również z wody poprzez skrzela.

## Dymorfizm płciowy
Odróżnienie łatwe, Samiec jest smuklejszy, płetwę grzbietową posiada wydłużoną i zakończoną spiczasto. Samice w partii brzusznej są bardziej zaokrąglone, płetwa grzbietowa tępo zaokrąglona.

## Warunki w akwarium
| Zalecane warunki w akwarium | Zalecane warunki w akwarium |
| --------------------------- | --------------------------- |
| Zbiornik                    | duży (powyżej 100 l)        |
| Temperatura wody            | 25-28 °C                    |
| Twardość wody               |                             |
| Skala pH                    | 6.0 - 8.3                   |
| pokarm                      | wszystkożerna, żywy, suchy  |

## Warunki hodowlane
Ryba spokojna i towarzyska. Można ją trzymać wraz z innymi, mniejszymi od siebie gatunkami. W akwarium dość długim, o niskim stanie wody powinna się znaleźć gęsta roślinność, gdzie znajduje swoje schronienie w razie zagrożenia oraz wolna przestrzeń do pływania. Akwarium przykryte dla zapewnienia podobnych warunków temperatury powietrza co wody (oddycha powietrzem). Podłoże z drobnego żwirku. Temperatura nie powinna spadać poniżej 22 0C. Odżywia się detrytusem, zooplanktonem, roślinami (glonami).

## Rozmnażanie
Odbywa się w tym samym zbiorniku, w którym przebywają, w temperaturze wyższej o 2-3 stopnie. Niechętnie znoszą przenoszenie ich do innego zbiornika. Tarlaki niechętnie przystępują do tarła, gdy w pobliżu przebywają inne ryby. Samiec buduje gniazdo na powierzchni wody. Jest ono zbudowane z piany, jest słabe i małe (ok. 8 cm średnicy) umiejscowione pod pływającym liściem lub wśród małych drobnych cząstek roślin. Ikra w kolorze brązowożółtym i ilości dochodzącej do 1000 nawet 5 000 sztuk nie jest zbierana przez ryby tak jak i w późniejszym czasie ryby nie interesują się złożoną ikrą.
Wylęg narybku następuje po ok. 3 dniach, zależny jest od wysokości temperatury wody. Para dorosłych nie interesuje się dalszym losem narybku, larwy pozostawione są swojemu losowi.

## Ciekawostka
Gurami syjamski potrafi rozmnażać się z innym gatunkiem gurami dwuplamym tworząc formy hybrydowe.

## Znaczenie

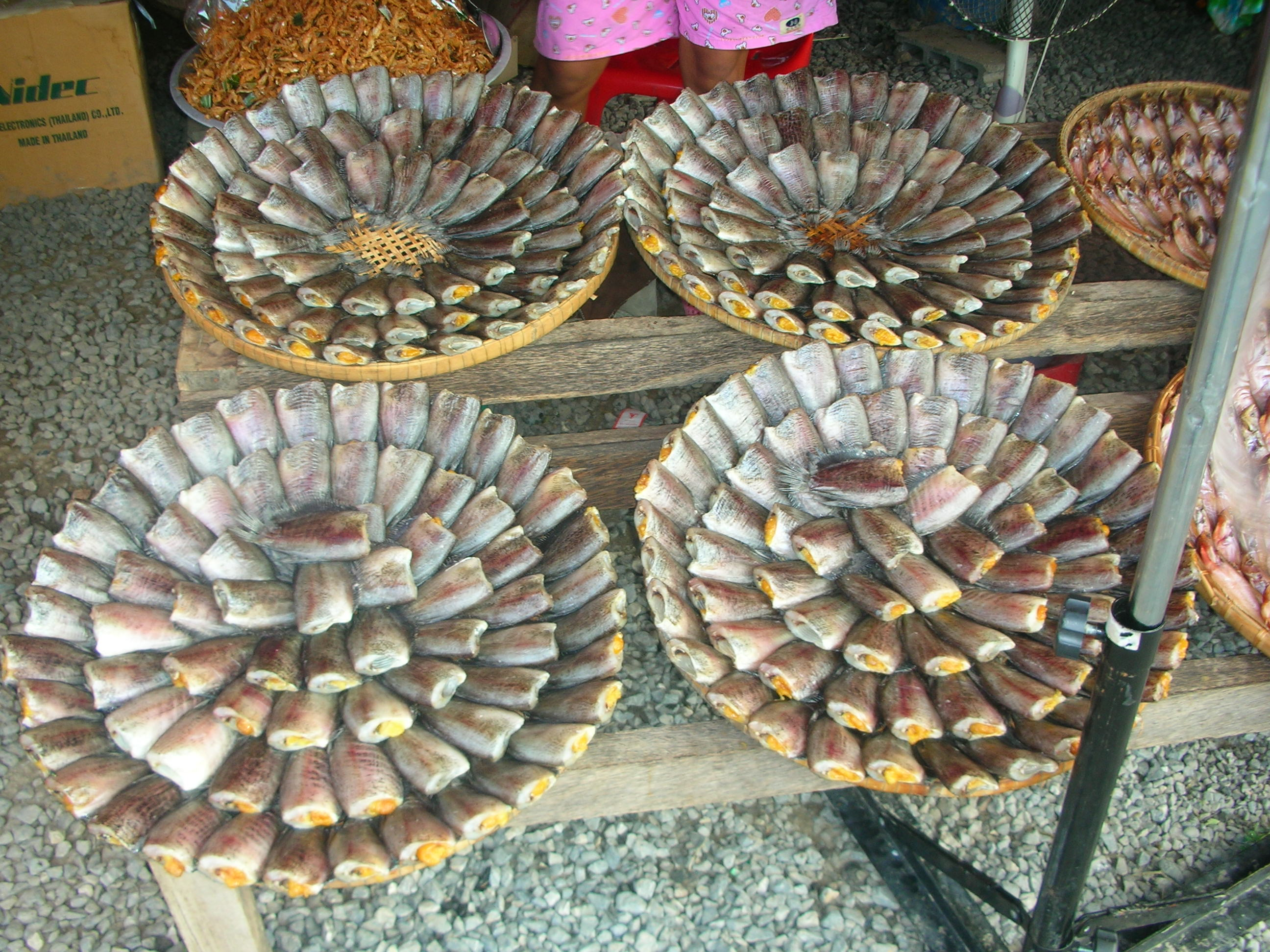
Ryba przygotowana do sprzedaży na targowisku

Lokalnie ryba ma duże znaczenie kulinarne. Jest sprzedawana jako ryba konsumpcyjna.